# Constructor
Constructor — компьютерная игра в жанре стратегии с элементами менеджмента и ролевой игры, созданная компаниями Acclaim и System 3 (фирма Acclaim на данный момент является банкротом). Выпущена на PC в 1997 году и на игровой приставке PlayStation в 1998 году. Игра оказалась относительно популярной и возглавила чарты продаж видеоигр в Великобритании в 1998 году.
31 июля 2015 года System 3 анонсировала HD-переиздание оригинальной игры на ПК (коробочная и Steam-версия), PlayStation 4, Xbox One в 2016 году. Позже дата выпуска была назначена на 31 января 2017 года, приближаясь к 20-летию со дня выхода оригинальной игры.

## Разработка
Игра разрабатывалась для ПК, PlayStation и Nintendo 64 компанией System 3. Версии для PC и для PlayStation незначительно отличаются в плане графики, интерфейса и отсутствием многопользовательской игры у PlayStation.

## Игровой процесс
Игрок управляет строительной компанией. В каждом режиме, кроме «Build, Build, Build.», по ходу развития даются спецзадания, при выполнении которых начисляются очки авторитета. Если игрок наберёт 100 очков авторитета, то сможет обменять их на 10 000 фунтов стерлингов. Также, по ходу строительства удобств и улучшений, жильцы домов будут жаловаться, капризничать и посылать письма с текстом вроде «постройте, пожалуйста, метро/школу/больницу рядом с моим домом», «обустройте, пожалуйста, мой дом» и так далее. Если не выполнять капризы жильцов, то они пожалуются в муниципалитет (в американской версии в Сенат) и игрок получит очки дурной славы. Если игрок получит более 100 очков дурной славы, то муниципалитет повысит налоги, приватизирует несколько ваших зданий или потребует с игрока крупный штраф. Если игрок наберёт 100 очков дурной славы три раза, то игра будет считаться проигранной.

## Режимы
Игра содержит три уровня сложности — «Лёгкий», «Средний», «Сложный». Если игрок пройдёт игру на сложном уровне и наберёт 1 000 000 фунтов стерлингов менее чем за двадцать лет, то откроются несколько видов новых зданий. В режиме «Financial Conquest» заработать 1 000 000 фунтов стерлингов менее чем за 40 лет. В режиме «World Domination» застроить бо́льшее пространство чем у конкурентов. В Режиме «Utopia City» сделать всех жильцов максимально счастливыми, обустроить их дома на максимально возможный уровень, предоставить им все возможные удобства и предоставить быстрейший доступ к больнице. Также присутствует режим «Build, Build, Build.», в котором цели как таковые отсутствуют и игрок может делать всё, что желает, не ограничиваясь временем и спецзаданиями.

## Оценки
| Русскоязычные издания | Русскоязычные издания |
| Издание               | Оценка                |
| --------------------- | --------------------- |
| «Игромания»           | [ 5 ]                 |